# Zaruma decolorata
Zaruma decolorata är en insektsart som beskrevs av Young 1977. Zaruma decolorata ingår i släktet Zaruma och familjen dvärgstritar. Inga underarter finns listade i Catalogue of Life.